# Eulychnia acida
Espèce
Classification APG III (2009)
Eulychnia acida est une espèce de cactus arborescent endémique des régions de Coquimbo et d'Atacama au  Chili, dont le fruit comestible est connu localement sous le nom de copao. L'espèce pousse à l'état naturel sur une aire de distribution couvrant environ 350.000 hectares dans ces régions sur des pentes exposées au nord. Dans la région du Coquimbo, le copao est également utilisé comme clôture vivante pour délimiter les parcelles. Bien que l'espèce ne soit pas en danger, certaines populations sont menacées par les activités agricoles ou par l'extension des zones résidentielles